# Benny Leonard

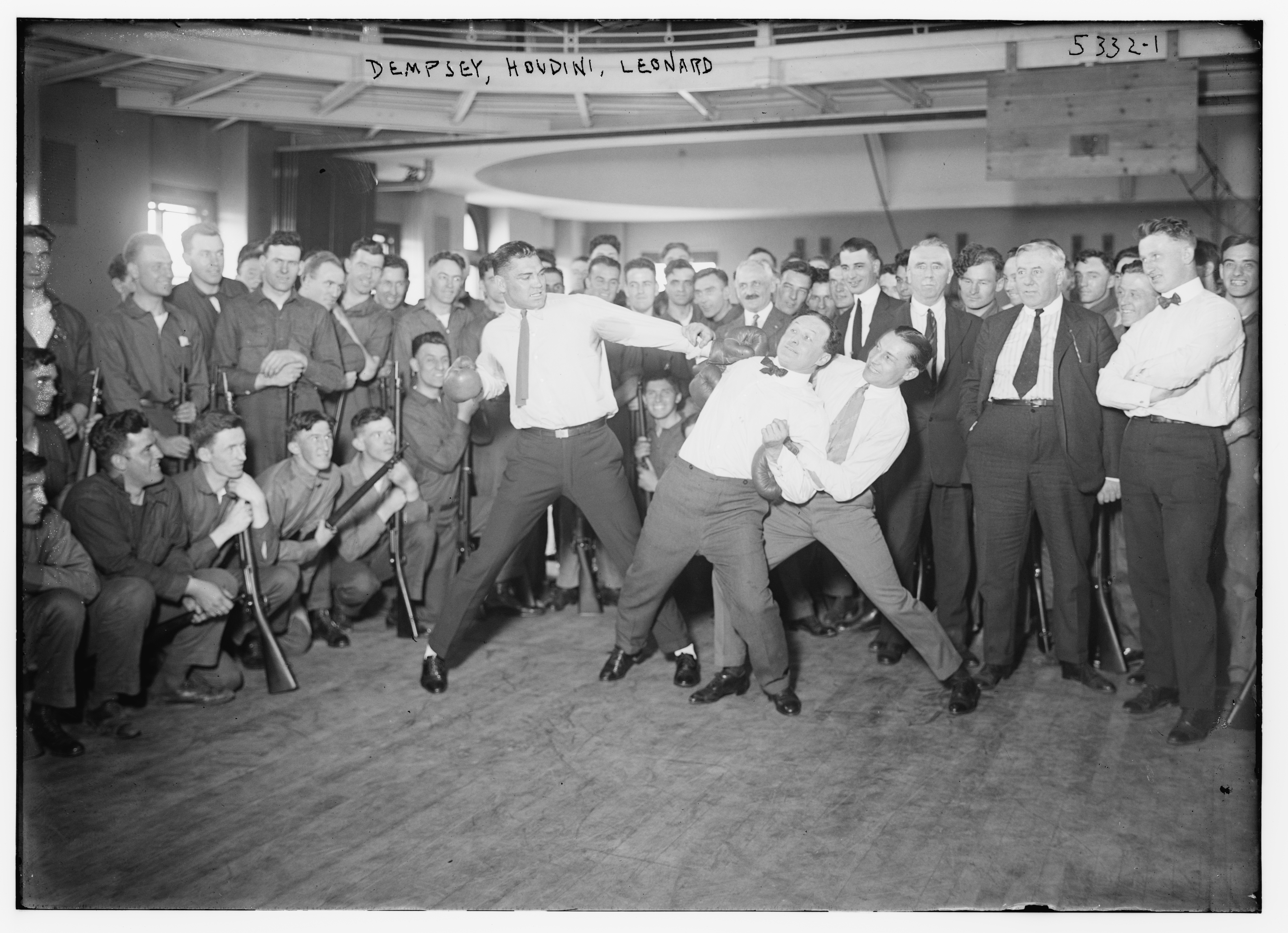
Benny Leonard (r) bei einer Vorführung mit Jack Dempsey (l) und Harry Houdini (m)

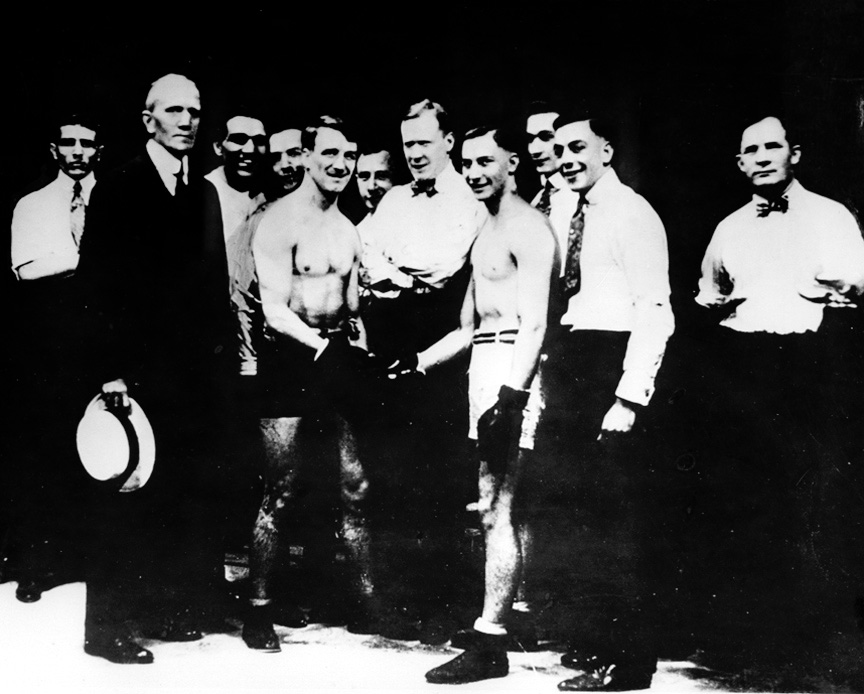
Jimmy Welsh gegen Benny Leonard

Benny Leonard (* 17. April 1896 in New York als Benjamin Leiner; † 18. April 1947 in New York) war ein US-amerikanischer Boxer.
Er wird vom Ring Magazine regelmäßig als zweitbester Leichtgewichtler aller Zeiten hinter Roberto Durán und vor Joe Gans, Tony Canzoneri und Ike Williams gewertet.
Leonard, ein leichtfüßiger Konterboxer, der für seine Ringintelligenz berühmt war, ist neben Barney Ross der bekannteste jüdische Boxer der Vorkriegszeit. Er begann 1911 seine Karriere jedoch mit einer Niederlage durch KO. In der Aufbauphase schlug und unterlag er Johnny Dundee, dem er auch später noch mehrfach gegenüberstand.
1917 gewann er gegen Freddie Welsh im Kampf um den Leichtgewichtsweltmeistertitel durch K. o. in der neunten Runde. Im selben Jahr schlug er Johnny Kilbane, 1918 besiegte er Jack Britton und 1921 Rocky Kansas. 1922 wurde er gegen seinen Ex-Gegner Britton im Kampf um den Weltergewichtstitel disqualifiziert. In der Folge besiegte er den hart schlagenden Rechtsausleger Lew Tendler zwei Mal in Leichtgewichtstitelkämpfen.
1924 trat er zurück, machte aber nach dem „Schwarzen Freitag“ 1929 aufgrund von finanziellen Problemen 1931 und 1932 ein Comeback im Weltergewicht und gewann 19 Kämpfe, bis er schließlich Jimmy McLarnin unterlag und endgültig seine Karriere beendete.
Im Zweiten Weltkrieg diente Leonard bei der US-Marine. Anschließend betätigte er sich als Ringrichter. Bei einer Boxveranstaltung am 18. April 1947 verstarb er infolge eines Herzinfarkts. 1990 wurde er in die International Boxing Hall of Fame aufgenommen.